# 李煥堯
李煥堯，廣東省廣州府三水縣人，清朝政治人物、進士出身。
光緒十二年（1886年），参加光緒丙戌科殿試，登進士二甲47名。同年五月，改翰林院庶吉士。光緒十五年四月，散館，著以主事入部属用。

## 外部連結
- 三水：兩村同立翰林高中進士旗杆石 （页面存档备份，存于）